# Eddy Mitchell

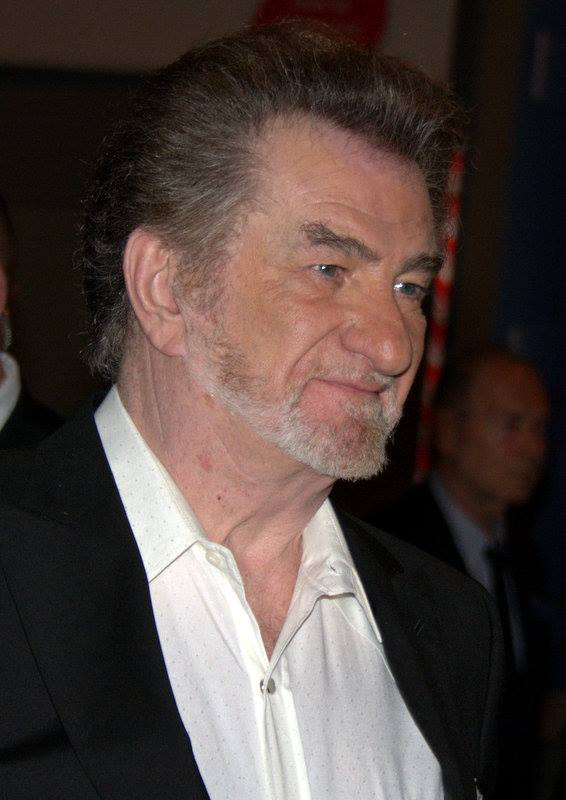
Eddy Mitchell (2014)

Eddy Mitchell (* 3. Juli 1942 in Paris), mit bürgerlichem Namen Claude Moine, ist ein französischer Sänger, Textautor, Fernsehmoderator und Schauspieler. Seine musikalische Karriere begann 1960 als Frontmann der Rock-’n’-Roll-Band Les Chaussettes Noires, allerdings entschied er sich nur ein gutes Jahr später für eine Solokarriere, in der er hauptsächlich mit Rock, Chansons und Country-Musik Erfolg hatte. Ab der zweiten Hälfte der 1970er Jahre entwickelte er sich stilistisch stärker in Richtung Crooning.
Während seiner Jahrzehnte andauernden Karriere als Sänger hat er den Großteil seiner Lieder selbst getextet. Außerdem stammen von ihm insbesondere in den Stilrichtungen Rock und Country auch viele Übersetzungen von Songs aus den Vereinigten Staaten ins Französische, darunter in seinen frühen Karrierejahren auch Leiber/Stoller-Hits wie Baby, I don’t care oder Charlie Brown. Die Autorenschaft seiner Texte erfolgte stets unter seinem bürgerlichen Namen. Bei den eigenen Chansons hat er ganz überwiegend mit dem Komponisten Pierre Papadiamandis zusammengearbeitet. Sein zweites künstlerisches Standbein, die Schauspielerei, entwickelte sich insbesondere ab den 1980er Jahren. Mitchell ist bis weit ins 21. Jahrhundert als Sänger wie als Schauspieler musikalisch aktiv geblieben.

## Lebens- und Karriereverlauf
Claude Moine begann Ende der 1950er Jahre eine Bankausbildung beim Crédit Lyonnais; in seiner Freizeit sang er bei der Créteiler Rock-’n’-Roll-Band Les Cinq Rocks. Im Dezember 1960 sprachen und spielten die Musiker bei Eddie Barclay vor, der daraufhin eine erste EP mit Titeln wie Be Bop A Lula und einer französischsprachigen Fassung von You Talk Too Much auf seinem Barclay-Label herausbrachte. Bereits ihre zweite, musikalisch eher getragene Single Daniela wurde ein überraschend großer finanzieller Erfolg mit rund 800.000 verkauften Exemplaren. Dies führte dazu, dass sie im Februar 1961 für das 1. Internationale Rockfestival im Palais Omnisports von Paris-Bercy verpflichtet wurden, wo sie neben Größen wie Emile Ford and the Checkmates, Little Tony, Bobby Rydell und Johnny Halliday auftraten. Die überaus beliebte Band veröffentlichte sogar eine Single mit Maurice Chevalier (Le Twist du canotier); auch der Pianist Georges Arvanitas unterstützte sie bei einigen ihrer Studiosessions. In diesem Jahr benannte sich die Gruppe in Les Chaussettes Noires (Die schwarzen Socken) um, nachdem Barclay mit einem nordfranzösischen Strumpfhersteller einen entsprechenden Werbevertrag vereinbart hatte. Entsprechend zeigte das Cover ihrer LP 100 % Rock eine Wäscheleine, an der fünf Socken hängen, in denen jeweils ein Bandmitglied steckt. Ebenfalls ab 1961 mussten die Bandmitglieder sukzessive ihren Wehrdienst ableisten, wodurch gemeinsame Auftritte und weitere Plattenaufnahmen nicht völlig verhindert, aber doch erschwert wurden. Deshalb begann Claude Moine in dieser Zeit damit, gelegentlich unter dem Pseudonym Eddy Mitchell auch solo aufzutreten und Schallplatten zu veröffentlichen. Im Sommer dieses Jahres heiratete er seine Freundin Françoise Lavit.
1963 trennte sich Eddy Mitchell von den Chaussettes Noires, die sich daraufhin auflösten. Im Sommer dieses Jahres erschienen seine ersten beiden Solo-Singles und – nach seiner Entlassung aus der Armee im August – auch zwei Langspielplatten, betitelt Voici Eddy, c’est le soldat Mitchell beziehungsweise Eddy in London, auf der er zusammen mit dem Gitarristen Big Jim Sullivan musizierte. Auch in den folgenden Jahren produzierte er zwei LPs jährlich. Schon früh in seiner Karriere bekam der groß gewachsene Sänger den Spitznamen Schmoll, die französische Verballhornung des englischen small (klein), der auch im Titel einer seiner LPs von 1968 (7 Colts pour Schmoll) auftaucht. Mit der 1965 erschienenen LP Perspective 66 hatte er sich entschieden, nicht mehr hauptsächlich Coverversionen zu produzieren, sondern eigene Lieder zu schreiben. Damit änderte sich auch seine musikalische Stilrichtung: Chansons wie das getragene Alice von 1967 stehen für diese Veränderung. Ende der 1960er verkauften sich seine Platten allerdings zusehends schlechter; Mitchell galt als „Sänger von gestern“. Aber ab Mitte des folgenden Jahrzehnts gelang ihm mit mehreren Singles die Rückkehr in die Top Ten der französischen Hitparade, darunter Titel wie La Dernière Séance und Sur la route de Memphis, und 1981 auch wieder ein Platz-eins-Erfolg mit Couleur menthe a l’eau. Dieser Titel, in dem eine pfefferminzsirupgrün geschminkte Frau beschrieben wird, die sich in der Öffentlichkeit wie ein Filmstar geriert, erinnert vom Text her stark an die Ruut-wieß-blau querjestriefte Frau, die BAP ein Jahr zuvor auf ihrer LP Affjetaut veröffentlicht hatte. Ab den 1970er Jahren reiste Mitchell immer wieder in die USA, wo etliche seiner Langspielplatten aufgenommen worden sind.
Privat ließen er und seine Frau Françoise, mit der er zwei Kinder hat, sich 1979 scheiden. 1980 heiratete Eddy Mitchell Muriel Bailleul; aus dieser Ehe hat er eine Tochter. 1983 wurde er gemeinsam mit Dominique Besnehard Taufpate von Johnny Hallidays Tochter Laura Smet.

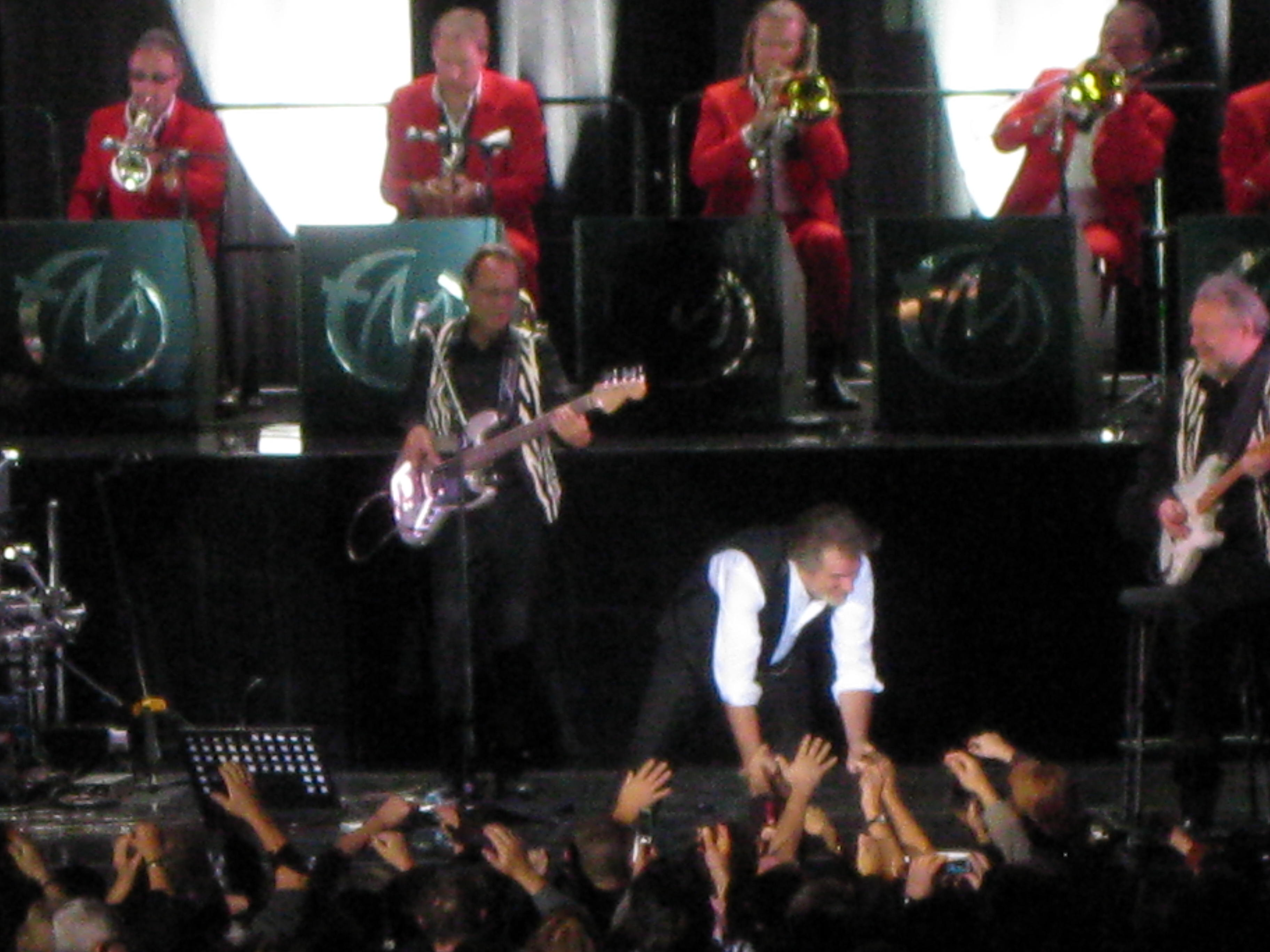
Eddy Mitchell 2010 auf einer Konzertbühne in Lyon

Ab den 1980ern trat das Kino zunehmend in den Mittelpunkt seines künstlerischen Schaffens. Dabei war Mitchell sowohl als Darsteller als auch in der Rolle des Filme Präsentierenden im Fernsehen aktiv (siehe weiter unten). Dennoch veröffentlichte er weiterhin regelmäßig Schallplatten – sowohl solo als auch beispielsweise mit Serge Gainsbourg – und trat, wie 1993 anlässlich Johnny Hallidays 50. Geburtstag im Parc des Princes oder 1997 beim Paléo Festival im schweizerischen Nyon, bei Konzerten auf. Die 1990er waren das Jahrzehnt, in dem er für seine unterschiedlichen Tätigkeiten besonders viele Auszeichnungen erhielt, sowohl als Sänger (vier Musik-Victors) als auch als Schauspieler (ein César). Überhaupt nahm er in dieser Zeit unter den schauspielenden Sängern Frankreichs eine herausragende Position ein. 2008 und 2014 übernahm er, jeweils unter der Regie von Stéphane Hillel, eine Bühnenrolle bei zwei Aufführungen am Théâtre de la Madeleine und am Théâtre de Paris.
Im Jahr 2012 erschien seine Autobiographie Il faut rentrer maintenant („Jetzt heißt es zurückzutreten“). Zwar gab Eddy Mitchell 2011 sein offizielles Abschiedskonzert im Olympia, aber seither hat er schon zwei weitere LPs veröffentlicht, womit er auf insgesamt 36 Solo-Alben kommt, Kompilationen und Gastauftritte nicht mitgerechnet. 2011 sang er auf einer Hommage-LP (Bécaud, et maintenant), die anlässlich des zehnten Todestags von Gilbert Bécaud erschien, dessen 1955er Erfolg Je t’appartiens. Noch 2014 und 2017 hatte er sich zudem mit Johnny Hallyday und Jacques Dutronc zusammengetan. Die drei seit den 1960ern aktiven Sänger nannten sich bei ihren Fernseh- und Konzertauftritten, unter anderem im Palais Omnisports, selbstironisch Les Vieilles Canailles (Die alten Schurken) und gaben unter diesem Namen auch ein Album mit ihren jeweils größten Erfolgen heraus. Mitchells große musikalische Spannweite zeigt sich beispielsweise auch an seiner Interpretation eines frühneuzeitlichen Liedes wie Plaisir d’amour. 2018 erschien zudem sein bisher letzter Film.

## Kommerzieller Erfolg
Platten, die es bis an die Spitze der französischen Verkaufs-Charts brachten, waren die Singles Toujours un coin qui me rappelle (1965; im Original (There’s) Always Something There to Remind Me von Sandie Shaw) und Couleur menthe a l’eau (1981) sowie 2010 die Langspielplatte Come Back. Für Fabien Lecœuvre, Musikjournalist und Autor zahlreicher Bücher über das französische Chanson, kennzeichnen drei Lieder die musikalischen Eckpunkte von Eddy Mitchells jahrzehntelanger Karriere: Daniela von 1961, noch mit den Chaussettes Noires, La dernière séance von 1977 und Lèche-bottes Blues von 1989. Der letztgenannte Titel, auf Deutsch etwa Speichellecker-Blues, setzte sich in drastischen Worten mit der Attitüde manches journalistischen „Hofberichterstatters“ auseinander und stand um den Jahreswechsel 1989/1990 nicht nur wochenlang in den französischen Top-50, sondern führte wiederholt auch zu Reaktionen in den so attackierten Medien.
Eddy Mitchell hat mehrfach einen der Musik-Victors, das französische Pendant zu den Grammy Awards, gewonnen, und zwar dreimal in der Kategorie Konzert des Jahres (1992, 1995 und 2011) sowie zweimal für das Album des Jahres (1994 für Rio Grande, 1997 für Mr. Eddy).
Außerhalb der französischsprachigen Welt hat er, der als einer der drei „Pioniere des französischen Rock“ gilt – die anderen beiden sind Johnny Halliday und Dick Rivers –, hingegen nie nennenswerte Verkaufszahlen seiner Tonträger erreicht, auch nicht auf den großen Märkten in den USA, Großbritannien und Deutschland.

## Diskografie
Studioalben

| Jahr | Titel                                            | Höchstplatzierung, Gesamtwochen, AuszeichnungChartplatzierungen (Jahr, Titel, Platzierungen, Wochen, Auszeichnungen, Anmerkungen) | Höchstplatzierung, Gesamtwochen, AuszeichnungChartplatzierungen (Jahr, Titel, Platzierungen, Wochen, Auszeichnungen, Anmerkungen) | Höchstplatzierung, Gesamtwochen, AuszeichnungChartplatzierungen (Jahr, Titel, Platzierungen, Wochen, Auszeichnungen, Anmerkungen) | Anmerkungen                                                   | [↑]: gemeinsam behandelt mit vorhergehendem Eintrag; [←]: in beiden Charts platziert |
| Jahr | Titel                                            | FR | BEW | CH | Anmerkungen                                                   |                                                                                      |
| ---- | ------------------------------------------------ | --- | --- | --- | ------------------------------------------------------------- | ------------------------------------------------------------------------------------ |
| 1963 | Voici Eddy... c’était le soldat Mitchell         | — | — | — | Erstveröffentlichung: 1963                                    |                                                                                      |
| 1963 | Eddy in London                                   | — | — | — | Erstveröffentlichung: 1963                                    |                                                                                      |
| 1964 | Panorama                                         | — | — | — | Erstveröffentlichung: 1964                                    |                                                                                      |
| 1965 | Du rock ’n’ roll au rhythm ’n’ blues             | — | — | — | Erstveröffentlichung: 1965                                    |                                                                                      |
| 1965 | Perspective 66                                   | — | — | — | Erstveröffentlichung: November 1965                           |                                                                                      |
| 1966 | Seul                                             | — | — | — | Erstveröffentlichung: 1966                                    |                                                                                      |
| 1967 | De Londres à Memphis                             | — | — | — | Erstveröffentlichung: 1967                                    |                                                                                      |
| 1968 | Sept Colts pour Schmoll                          | — | — | — | Erstveröffentlichung: September 1968                          |                                                                                      |
| 1969 | Mitchellville                                    | — | — | — | Erstveröffentlichung: Dezember 1969                           |                                                                                      |
| 1971 | Rock n’Roll                                      | — | — | — | Erstveröffentlichung: 1971                                    |                                                                                      |
| 1972 | Zig-zag                                          | — | — | — | Erstveröffentlichung: März 1972                               |                                                                                      |
| 1972 | Dieu bénisse le rock’n’roll                      | — | — | — | Erstveröffentlichung: Dezember 1972                           |                                                                                      |
| 1974 | Ketchup électrique                               | — | — | — | Erstveröffentlichung: Mai 1974                                |                                                                                      |
| 1974 | Rocking In Nashville                             | FR193 Gold · (1 Wo.)FR | — | — | Erstveröffentlichung: November 1974 Charteinstieg FR: 2014    |                                                                                      |
| 1975 | Made in USA                                      | FR— GoldFR | — | — | Erstveröffentlichung: Oktober 1975                            |                                                                                      |
| 1976 | Sur la route de Memphis                          | FR— GoldFR | — | — | Erstveröffentlichung: November 1976                           |                                                                                      |
| 1977 | La Dernière Séance                               | FR— GoldFR | — | — | Erstveröffentlichung: Oktober 1977                            |                                                                                      |
| 1978 | Après minuit                                     | — | — | — | Erstveröffentlichung: 20. Oktober 1979                        |                                                                                      |
| 1979 | C’est bien fait                                  | FR— GoldFR | — | — | Erstveröffentlichung: November 1979                           |                                                                                      |
| 1980 | Happy Birthday                                   | FR— GoldFR | — | — | Erstveröffentlichung: 1980                                    |                                                                                      |
| 1982 | Le Cimetière des éléphants                       | FR— GoldFR | — | — | Erstveröffentlichung: 1982                                    |                                                                                      |
| 1984 | Racines                                          | FR— GoldFR | — | — | Erstveröffentlichung: 1984                                    |                                                                                      |
| 1986 | Paris                                            | — | — | — | Erstveröffentlichung: 1986                                    |                                                                                      |
| 1987 | Mitchell                                         | — | — | — | Erstveröffentlichung: 1987                                    |                                                                                      |
| 1989 | Ici Londres                                      | — | — | — | Erstveröffentlichung: 1989                                    |                                                                                      |
| 1993 | Rio Grande                                       | FR— PlatinFR | — | — | Erstveröffentlichung: 10. Juni 1993                           |                                                                                      |
| 1996 | Mr. Eddy                                         | FR2 Platin · (41 Wo.)FR | BEW9 (14 Wo.)BEW | — | Erstveröffentlichung: 19. August 1996                         |                                                                                      |
| 1999 | Les nouvelles aventures d’Eddy Mitchell          | FR2 Platin · (39 Wo.)FR | BEW22 (6 Wo.)BEW | — | Erstveröffentlichung: 1. Oktober 1999                         |                                                                                      |
| 2000 | Les nouvelles aventures d’Eddy: Nouvelle Orléans | FR42 (1 Wo.)FR[BEW: ↑] | BEW22 (6 Wo.)BEW | — | erweitere Version von Les nouvelles aventures d’Eddy Mitchell |                                                                                      |
| 2003 | Frenchy                                          | FR2 ×2Doppelgold · (46 Wo.)FR | BEW5 (10 Wo.)BEW | CH33 (8 Wo.)CH | Erstveröffentlichung: 19. Mai 2003                            |                                                                                      |
| 2006 | Jambalaya                                        | FR2 Gold · (55 Wo.)FR | BEW11 (24 Wo.)BEW | CH43 (4 Wo.)CH | Erstveröffentlichung: 23. Oktober 2006                        |                                                                                      |
| 2009 | Grand écran                                      | FR2 Platin · (58 Wo.)FR | BEW14 (24 Wo.)BEW | CH66 (2 Wo.)CH | Erstveröffentlichung: 23. November 2009                       |                                                                                      |
| 2010 | Come Back                                        | FR1 Platin · (43 Wo.)FR | BEW6 (21 Wo.)BEW | CH49 (3 Wo.)CH | Erstveröffentlichung: 18. Oktober 2010                        |                                                                                      |
| 2013 | Héros                                            | FR5 Platin · (28 Wo.)FR | BEW10 (19 Wo.)BEW | CH67 (2 Wo.)CH | Erstveröffentlichung: 4. November 2013                        |                                                                                      |
| 2015 | Big Band                                         | FR6 Platin · (33 Wo.)FR | BEW7 (26 Wo.)BEW | CH15 (3 Wo.)CH | Erstveröffentlichung: 23. Oktober 2015                        |                                                                                      |
| 2017 | La même tribu – Volume 1                         | FR4 ×3Dreifachplatin · (78 Wo.)FR                                                                                                 | BEW16 (20 Wo.)BEW | CH46 (6 Wo.)CH | Erstveröffentlichung: 10. November 2017                       |                                                                                      |
| 2018 | La même tribu – Volume 2                         | FR3 Platin · (6 Wo.)FR | BEW8 (25 Wo.)BEW | CH28 (4 Wo.)CH | Erstveröffentlichung: 25. Mai 2018                            |                                                                                      |
| 2021 | Country Rock                                     | FR3 Gold · (26 Wo.)FR | BEW15 (15 Wo.)BEW | CH25 (5 Wo.)CH | Erstveröffentlichung: 19. November 2021                       |                                                                                      |
| 2024 | Amigos                                           | FR3 Gold · (14 Wo.)FR | BEW11 (10 Wo.)BEW | CH23 (2 Wo.)CH | Erstveröffentlichung: 29. November 2024                       |                                                                                      |

grau schraffiert: keine Chartdaten aus diesem Jahr verfügbar

## Als Schauspieler
Schon in den frühen 1960er Jahren hatte Eddy Mitchell einige Nebenrollen in Kinofilmen gespielt. Aber erst ab 1980 widmete er sich dieser Tätigkeit intensiver, wurde unter anderem in Der Saustall (1980, auf Deutsch 1982) auch einem über die französischsprachige Welt hinausreichenden Publikum bekannt. Seine Filmographie umfasst annähernd 40 Rollen, die bisher letzte 2018 in Les Vieux Fourneaux an der Seite von Pierre Richard. In Tod dem Schiedsrichter von Jean-Pierre Mocky (1983) spielte er ebenso eine Hauptrolle wie in Frankenstein 90 von Alain Jessua. Weitere Filmrollen hatte er beispielsweise in Um Mitternacht (1986) von Bertrand Tavernier, Der Joker und der Jackpot, Bis ans Ende der Welt von Wim Wenders (1991), American Cuisine (1998), Tanguy – Der Nesthocker (2001) von Étienne Chatiliez, Les clefs de bagnole (2003), Un printemps à Paris (2006) von Jacques Bral, Mademoiselle Populaire (2012) oder Salaud, on t’aime (2014) von Claude Lelouch. Darüber hinaus wirkte er auch in zehn Fernsehfilmen mit.
Den Filmpreis César erhielt er 1996 für die beste Nebenrolle als Gérard Thulliez in der Komödie Le bonheur est dans le pré. Darüber hinaus war er auch 1982 für die beste Nebenrolle in Der Saustall nominiert.

## Sonstige Tätigkeiten und Auszeichnungen
Zwischen Januar 1982 und Dezember 1998 präsentierte Eddy Mitchell über 190 Folgen der Fernsehreihe La Dernière Séance auf France 3. Diese monatliche Sendereihe war nach einem seiner eigenen Songs benannt. In ihr wurden Filme jeglichen Genres aus der „Goldenen Ära der großen US-Studios“ gezeigt.
1986 verlieh ihm der damalige Kulturminister Jack Lang die Auszeichnung als Ritter des Ordre des Arts et des Lettres (Orden der Künste und der Literatur). Von 1989 bis 1995 trat er als Teil der Künstlergruppe Les Enfoirés mehrfach bei Benefizkonzerten zugunsten der Organisation Les Restos du Cœur auf. Und 2007 wurde er in der Kategorie „Französisches Chanson (Komponist und Sänger)“ mit dem Grand Prix der SACEM für sein Lebenswerk ausgezeichnet.